# Histoire de l'Arizona
Les premiers Amérindiens arrivent en Arizona entre le XVIe millénaire av. J.-C. et le Xe millénaire av. J.-C., alors que l'histoire de l'Arizona telle que décrite par les Européens ne commence que lorsque Marcos de Niza, un Franciscain, explore ce territoire en 1539. L'expédition de Francisco Vásquez de Coronado traverse ce territoire en 1540-1542 lors de sa recherche des villes légendaires de Quivira et Cíbola. Le père Eusebio Francesco Chini (Eusebio Kino) y fonde une chaine de missions à Pimería Alta (actuel sud de l'Arizona et nord de Sonora) dans les années 1690 et au début des années 1700. L'Espagne y bâtit des cités fortifiées (presidios) à Tubac en 1752 et Tucson en 1775.

## Préhistoire

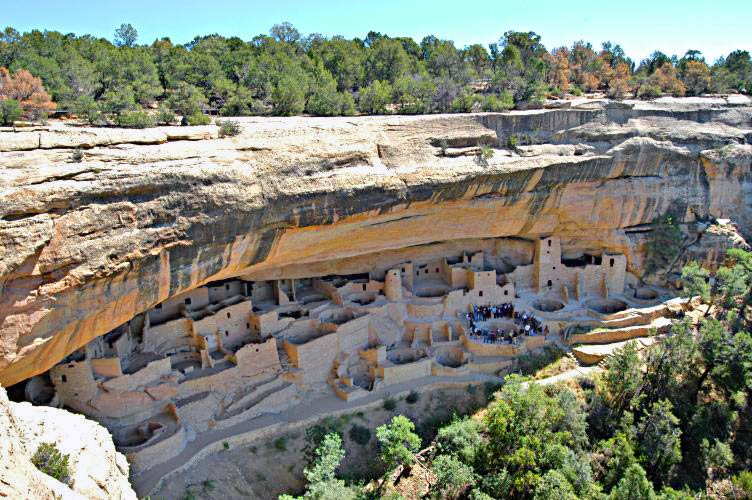
Les Ancestral Puebloans, ou Anasazi, étaient une civilisation amérindienne préhistorique qui habitait le sud-ouest des États-Unis.

### Les Paléo-indiens et les peuples archaïques
Selon les meilleures preuves archéologiques et géologiques disponibles, on sait que des tribus chassant le mammouth se déplacent vers l'Amérique du Nord durant le Paléolithique à une époque variant entre -16 000 et -10 000. En Alaska centrale, ces groupes d'hommes trouvent leur passage bloqué par un grand glacier avant que celui-ci ne se rétrécisse à la fin de l'âge glaciaire et leur ouvre un couloir exempt de glace à travers le nord-ouest du Canada. Les groupes peuvent donc à présent s'éparpiller sur le reste du continent. La première preuve de leur arrivée dans le sud des États-Unis a été la découverte de pointes de lances ouvragées datant du Paléolithique. Plusieurs scientifiques ont posé l'hypothèse que de petits groupes de femmes, d'hommes et d'enfants ont voyagé dans les déserts du sud-ouest de l'Arizona et du nord-ouest du Mexique 10 000 ou 20 000 ans plus tôt que ces chasseurs de mammouths.
Selon le géoscientifique Paul Martin, ces groupes, armés des Clovis points (nommées ainsi car elles ont été découvertes à Clovis (voir Site Clovis), y rencontrent des mammouths, des chameaux et des chevaux. Comme ces espèces n'ont jamais encore fait face à de tels chasseurs auparavant, elles sont exterminées facilement : c'est le « Pléistocène overkill », le massacre rapide et systématique de presque toutes les espèces de l'âge glaciaire en Amérique du Nord jusqu'au VIIIe millénaire av. J.-C. Cette élimination coïncide avec un changement climatique qui voit la température s'élever et la distribution des précipitations changer. Ainsi, l'aridité grandissante de la région est autant responsable de la disparition de ces espèces que l'arrivée de l'homme.
Les archéologues appellent Période Archaïque les 7 000 ans qui se sont déroulés entre la disparition des chasseurs et l'émergence de sociétés plus évoluées, sachant faire de la poterie. La plupart des groupes archaïques survivent en se déplaçant le long des montagnes, dans les déserts et les plateaux, dépendant de cueillette et en moindre mesure de la chasse. Leurs outils deviennent plus variés et leur étude a montré que les graines, les fruits et les herbes constituaient une grande partie de leur régime alimentaire. Les peuples archaïques de l'Arizona survivent aux changements climatiques en s'adaptant aux nouveaux cycles plutôt qu'en essayant de changer d'alimentation. À cause de leur dépendance au changement des saisons, ils ne s'établissent pas dans des campements permanents, mais se déplacent à la recherche d'eau et de nourriture sauvage. Leurs outils font écho à leur économie et témoignent de leur conscience de la mort, ainsi que les intaglios (tombeaux) qu'ils élèvent pour leurs défunts des deux côtés du Colorado, qui représentent pour la plupart des formes animales ou humaines.

### L'arrivée de l'agriculture
Durant cette période, les différents peuples ne sont pas capables de transformer leur environnement naturel d'aucune manière. Les archéologues pensent que ce sont des groupes originaires d'autres régions, particulièrement de Mésoamérique, qui introduisent les principales innovations comme l'agriculture dans le sud-ouest de l'État actuel. Les populations archaïques commencent alors à faire pousser une variété petite et primitive de maïs dans des lieux comme Bat Cave dès 3500 av. J.-C. Dès lors, le maïs se répand lentement vers des terres plus arides et basses, comme le désert de Sonora. Ces peuples deviennent des producteurs de nourriture aux environs de -3 000 et commencent à se sédentariser. Ils bâtissent des greniers pour stocker leurs productions, la taille de leurs villages s'agrandit, et on remarque même la présence de cimetières. Cependant la nourriture sauvage reste pour eux un moyen important de s'alimenter même après l'invention de la poterie et le développement de l'irrigation. Durant le Ier millénaire, au moins trois cultures principales apparaissent : les Anasazi, Hohokam et Mogollon, bien connues pour leur architecture et leur poterie.

## La colonisation européenne

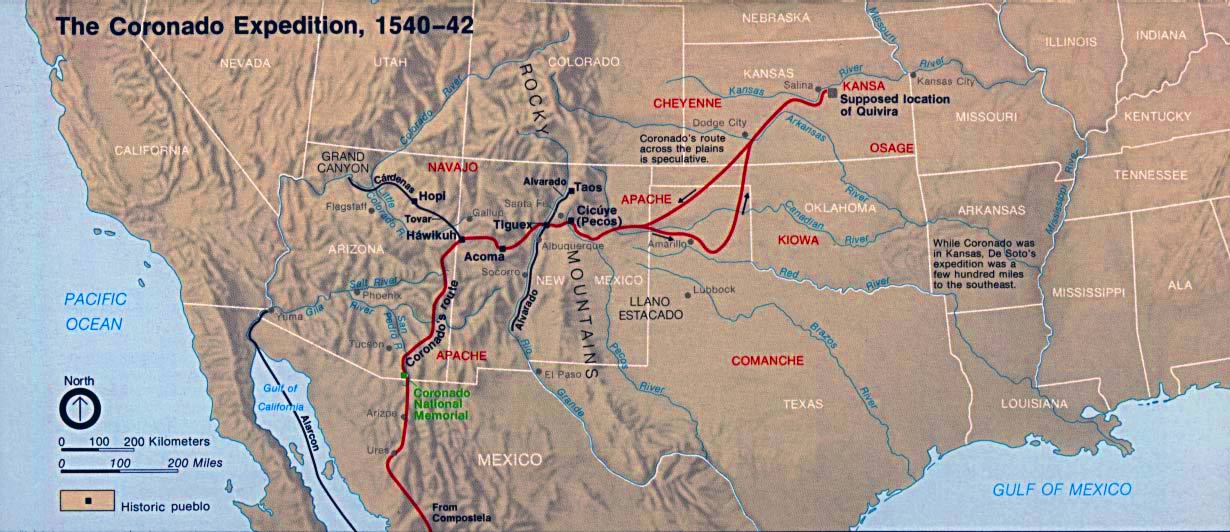
L'expédition de Coronado.

Bien que les premiers Européens à avoir visité l'Arizona soient venus en 1528, les plus importantes expéditions qui y ont été menées par les Espagnols furent celles de Marcos de Niza et Francisco Vásquez de Coronado. Les années suivantes, ce sont surtout les légendes qui circulent à propos de cités mythiques comme Cíbola et les ressources minières de la région qui attirent les colons. Ces explorations permettent les échanges entre les différentes cultures, mais apportent aussi des maladies aux Amérindiens, dont des épidémies de variole. Très tôt, les franciscains et jésuites mettent en place plusieurs missions dans la région pour convertir les habitants au christianisme.
En 1680, la Révolte des Pueblos repousse temporairement les espagnols jusqu'au Nouveau-Mexique, mais l'Arizona est reconquis en 1694.

## L'Arizona espagnol

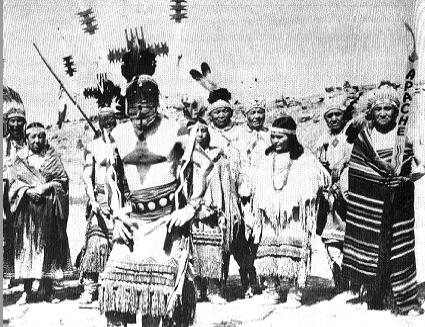
Un groupe d'Apaches.

Bien que les Espagnols n'aient pas encore créé de véritables villes dans la région, la fin du XVIIe siècle voit l'arrivée de nombreux colons, qui sont attirés par la récente découverte de dépôts d'argent autour du camp de mineurs d'Arizonac. La plupart des colons partent après l'annonce par Juan Bautista de Anza qu'il s'agissait en fait d'un trésor enseveli ; cependant, un nombre important reste dans la zone et vit de l'agriculture. Durant la moitié du XVIIIe siècle, ces pionniers essaient d'étendre leur territoire au nord, mais en sont empêchés par les tribus Tohono O'odham et Apache.

## L'Arizona mexicain
En 1821, le Mexique gagne son indépendance par rapport à l'Espagne à l'issue d'une décennie de guerre. La révolution a détruit l'industrie coloniale de l'extraction d'argent, et le trésor national est en banqueroute. Le long de la frontière nord, les fonds qui ont jusqu'alors permis aux missions, aux presidios et aux camps apaches de survivre disparaissent presque entièrement. Par conséquent, les Apaches recommencent à effectuer des raids et à tuer les colons. Comme les missions commencent à dépérir, le Mexique commence à vendre plus de terres, ce qui cause l'augmentation du territoire colonial, et la réduction de celui des Amérindiens.
Des trappeurs américains commencent à entrer dans la région à la recherche de fourrures. En 1846, l'idéologie de la Destinée manifeste et l'occupation de territoires disputés mènent les États-Unis à la guerre américano-mexicaine, qui est suivie par la cession de l'Arizona. En 1849, la ruée vers l'or en Californie fait passer 50 000 mineurs dans la région, ce qui représente une évolution massive de la population. En 1853, le président James Buchanan envoie James Gadsden à Mexico pour négocier avec Santa Anna l'achat d'une partie de territoire de l'Arizona et du Nouveau-Mexique.

## Le Territoire américain de l'Arizona
Dès le début de la guerre de Sécession, le Territoire de l'Arizona est considéré par les États confédérés d'Amérique comme une route valable permettant l'accès à l'océan Pacifique, ce qui permettrait de capturer la Californie. La Bataille de Picacho Pass est la bataille livrée la plus à l'ouest durant la guerre, et la seule combattue en Arizona. Durant la guerre, les presidios de l'Arizona sont déplacés au Nouveau-Mexique, ce qui laisse les colons vulnérables face aux Amérindiens. Les hostilités reprenant entre les différentes tribus et les colons, malgré leur alliance passée lors de la guerre américo-mexicaine, la plupart des tribus sont déplacées dans des réserves.
En 1871, un détachement venu de Tucson attaque 300 Amérindiens, dont une grande majorité de femmes et d'enfants, qui travaillaient aux champs à Camp Grant ; 118 femmes et 8 hommes sont tués, tandis que 30 enfants capturés seront vendus comme esclaves au Mexique. Le président Grant ordonna l'arrestation des coupables mais le jury, exclusivement constitué de Blancs, estima que tuer des Indiens, qui pouvaient s’avérer dangereux, n'était pas un meurtre. Aussi, les coupables furent relâchés. Ce sentiment était assez largement partagé, notamment dans la presse ; le journal de Denver écrit « Nous les félicitons d'avoir signé un traité de paix définitif avec tant d'Indiens et regrettons seulement que le nombre de ces derniers n'ait pas été le double. Camp Grant s'inscrit dans la glorieuse liste des Sand Creek et des Washita qui font l'honneur de l'histoire de l'Ouest. »
L'industrie minière, l'élevage et l'industrie ferroviaire deviennent des parties vitales de l'économie arizonienne. Plusieurs villes apparaissent du jour au lendemain à la suite de la découverte d'or, puis sont abandonnées une fois les mineurs partis, devenant des villes-fantômes. Les Mexicains sont souvent exploités par les blancs comme mineurs, ce qui mène à des conflits ethniques mineurs au début des années 1860. Le Desert Land Act de 1877, qui donne aux colons 2,6 km2 de terres, provoque l'arrivée de milliers de personnes dans la région. En 1900, l'Arizona est assez peuplé pour entrer dans l'Union. Les républicains désirent cependant qu'il fasse partie du Nouveau-Mexique pour qu'ils puissent ainsi conserver le contrôle du Sénat, mais les blancs sont contre, car la plupart des habitants du Nouveau-Mexique sont hispaniques. Ainsi, en 1912, l'Arizona devient finalement le 48e État des États-Unis. Il accorde, cette même année, le suffrage aux femmes.

## La Grande Dépression et les guerres mondiales
En 1917, à l'entrée des États-Unis dans la Première Guerre mondiale, l'Arizona profite d'un boom dans son économie. Après avoir souffert durant la Grande Dépression, un autre boom économique après la Seconde Guerre mondiale et le New Deal font retrouver à l'état sa stabilité.
À cette époque, les industries du coton, de l'agriculture et du cuivre florissent dans la région. L'armée devient en parallèle la plus grande source de revenu, avec l'installation à Phoenix et Tucson de bases militaires et d'académies. Durant la guerre, les habitants d'autres États commencent aussi à déménager en Arizona, car ils pensent que sa position à l'intérieur des terres peut les protéger des attaques aériennes. En 1948, l'industrie de haute technologie apparait dans l'État et les Amérindiens de l'État gagnent le droit de vote.

## Évènements récents

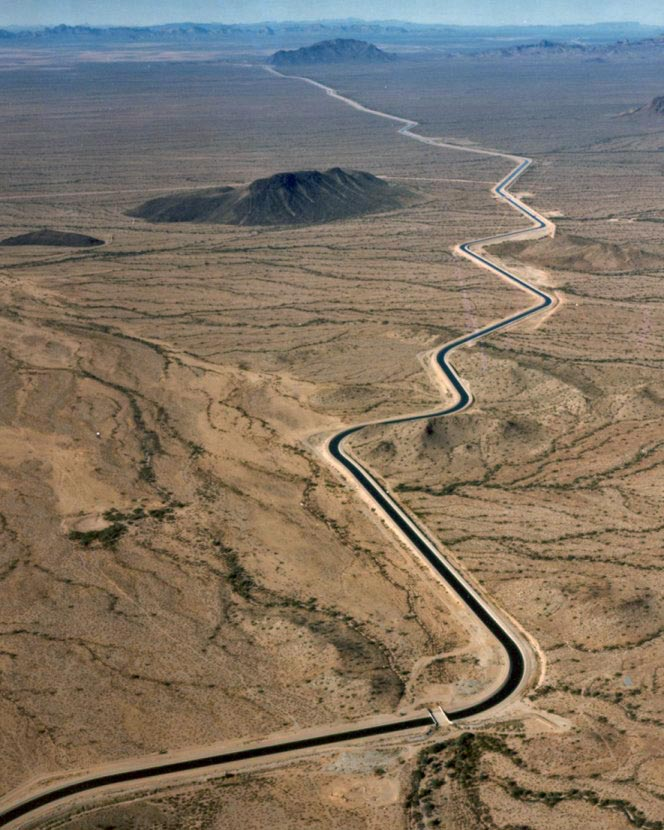
Canal du Central Arizona Project.

Depuis la Seconde Guerre mondiale, l'Arizona est devenu une destination appréciée des touristes, attirés par le Grand Canyon, et des retraités voulant profiter du climat agréable de l'état.
En 1963, la Cour suprême des États-Unis met fin à un conflit qui dure depuis des décennies en favorisant l'Arizona par rapport à la Californie au niveau du partage des eaux du Colorado. Cinq ans plus tard, l'autorisation est donnée de construire le Central Arizona Project, achevé aux alentours de 1993.